# Тиналієв Нурмахан Анарбекович
Нурмахан Анарбекович Тиналієв (каз. Нурмахан Анарбекович Тыналиев; нар. 10 січня 1988, Далакайнар) —  казахський борець греко-римського стилю, триразовий бронзовий призер чемпіонатів світу, дворазовий чемпіон Азії, дворазовий чемпіон Азійських ігор, дворазовий срібний призер Кубків світу, учасник двох Олімпійських ігор.

## Життєпис
Боротьбою почав займатися з 2000 року. Був бронзовим призером чемпіонату Азії 2005 року серед кадетів. У 2006 році досяг такого ж результату на чемпіонатах Азії та світу серед юніорів. У 2007 знову став бронзовим призером чемпіонату світу серед юніорів та здобув чемпіонський титул на чемпіонаті Азії серед юніорів.
Виступає за борцівський клуб «Даулет».

## Спортивні результати на міжнародних змаганнях

### Виступи на Олімпіадах
| Змагання                    | Збірна    | Вагова категорія                  | Місце |
| --------------------------- | --------- | --------------------------------- | ----- |
| Літні Олімпійські ігри 2012 | Казахстан | греко-римська боротьба, до 120 кг | 18    |
| Літні Олімпійські ігри 2016 | Казахстан | греко-римська боротьба, до 130 кг | 14    |

### Виступи на Чемпіонатах світу
| Змагання                        | Збірна    | Вагова категорія                  | Місце  |
| ------------------------------- | --------- | --------------------------------- | ------ |
| Чемпіонат світу з боротьби 2009 | Казахстан | греко-римська боротьба, до 120 кг | 19     |
| Чемпіонат світу з боротьби 2010 | Казахстан | греко-римська боротьба, до 120 кг | Бронза |
| Чемпіонат світу з боротьби 2011 | Казахстан | греко-римська боротьба, до 120 кг | Бронза |
| Чемпіонат світу з боротьби 2013 | Казахстан | греко-римська боротьба, до 120 кг | Бронза |
| Чемпіонат світу з боротьби 2014 | Казахстан | греко-римська боротьба, до 130 кг | 9      |
| Чемпіонат світу з боротьби 2015 | Казахстан | греко-римська боротьба, до 130 кг | 20     |

### Виступи на Чемпіонатах Азії
| Змагання                       | Збірна    | Вагова категорія                  | Місце  |
| ------------------------------ | --------- | --------------------------------- | ------ |
| Чемпіонат Азії з боротьби 2013 | Казахстан | греко-римська боротьба, до 120 кг | Золото |
| Чемпіонат Азії з боротьби 2015 | Казахстан | греко-римська боротьба, до 130 кг | Золото |

### Виступи на Азійських іграх
| Змагання                        | Збірна    | Вагова категорія                  | Місце  |
| ------------------------------- | --------- | --------------------------------- | ------ |
| Азійські ігри 2010              | Казахстан | греко-римська боротьба, до 120 кг | Золото |
| Азійські ігри 2014              | Казахстан | греко-римська боротьба, до 130 кг | Золото |
| Азійські ігри в приміщенні 2017 | Казахстан | греко-римська боротьба, до 130 кг | Бронза |

### Виступи на Кубках світу
| Змагання                    | Збірна    | Вагова категорія                  | Місце  |
| --------------------------- | --------- | --------------------------------- | ------ |
| Кубок світу з боротьби 2011 | Казахстан | греко-римська боротьба, до 120 кг | Срібло |
| Кубок світу з боротьби 2013 | Казахстан | греко-римська боротьба, до 120 кг | Срібло |
| Кубок світу з боротьби 2016 | Казахстан | греко-римська боротьба, до 130 кг | 4      |

### Виступи на інших змаганнях
| Змагання                                                     | Збірна    | Вагова категорія                  | Місце  |
| ------------------------------------------------------------ | --------- | --------------------------------- | ------ |
| Гран-прі Німеччини з боротьби 2009                           | Казахстан | греко-римська боротьба, до 120 кг | 11     |
| Золотий Гран-прі з боротьби 2009                             | Казахстан | греко-римська боротьба, до 120 кг | 8      |
| Турнір Івана Піддубного 2010                                 | Казахстан | греко-римська боротьба, до 120 кг | Бронза |
| Золотий Гран-прі з боротьби 2011 (Сомбатгей)                 | Казахстан | греко-римська боротьба, до 120 кг | Золото |
| Кубок Президента Казахстану з боротьби 2011                  | Казахстан | греко-римська боротьба, до 120 кг | Золото |
| Золотий Гран-прі з боротьби 2012 (Стамбул)                   | Казахстан | греко-римська боротьба, до 120 кг | Золото |
| Міжнародний меморіал Дейва Шульца 2013                       | Казахстан | греко-римська боротьба, до 120 кг | Срібло |
| Літня Універсіада 2013                                       | Казахстан | греко-римська боротьба, до 120 кг | Бронза |
| Кубок Президента Казахстану з боротьби 2013                  | Казахстан | греко-римська боротьба, до 120 кг | Золото |
| Гран-прі Німеччини з боротьби 2014                           | Казахстан | греко-римська боротьба, до 130 кг | Золото |
| Золотий Гран-прі з боротьби 2014 (Баку)                      | Казахстан | греко-римська боротьба, до 130 кг | 10     |
| Міжнародний меморіал Дейва Шульца 2015                       | Казахстан | греко-римська боротьба, до 130 кг | Золото |
| Гран-прі FILA 2015                                           | Казахстан | греко-римська боротьба, до 130 кг | 7      |
| Меморіал Болата Турлиханова 2015                             | Казахстан | греко-римська боротьба, до 130 кг | Золото |
| Золотий Гран-прі з боротьби 2015                             | Казахстан | греко-римська боротьба, до 130 кг | Срібло |
| Олімпійський кваліфікаційний турнір з боротьби 2016 (Астана) | Казахстан | греко-римська боротьба, до 130 кг | Золото |
| Турнір Г. Картозія і В. Балавадзе 2017                       | Казахстан | греко-римська боротьба, до 130 кг | Бронза |
| Меморіал Болата Турлиханова 2017                             | Казахстан | греко-римська боротьба, до 130 кг | Бронза |
| Меморіал Олега Караваєва 2017                                | Казахстан | команда                           | Бронза |
| Турнір Івана Піддубного 2018                                 | Казахстан | греко-римська боротьба, до 130 кг | 5      |